# Barbara Camilla Tucholski
Barbara Camilla Tucholski (* 1947 in Loitz) ist eine deutsche Kunsthistorikerin.

## Leben
Von 1970 bis 1976 besuchte sie die Kunstakademie Düsseldorf und studierte von 1976 bis 1981 Kunstgeschichte, Germanistik und Philosophie an der Universität Bonn. Von 1995 bis 2013 lehrte sie als Professorin an der Universität Kiel. 2016 erhielt sie den 10. Egmont-Schaefer-Preis für Zeichnung.

## Schriften (Auswahl)
- Friedrich Wilhelm von Schadow 1789–1862, künstlerische Konzeption und poetische Malerei. Bonn 1984, OCLC 220702669.
- Im Schloß meiner Erinnerung. Bonn 2010, ISBN 978-3-938803-26-4.
- Window shopping. Köln 2012, ISBN 978-3-86832-123-4.
- (Hg.): Menschen, Tiere und Kanonen. Vom Leben der Vereine. Berlin 2014, ISBN 978-3-941883-44-4.